# Helikon (geografia)
Helikon (gr. klas. Ἑλικὼν Elikṓn, nowogr. Ελικώνας Elikṓnas, łac. Helicon) – wapienny masyw górski w krainie historycznej Beocji w Grecji. Położony na północ od Zatoki Korynckiej.
Najwyższe wzniesienie 1748 m n.p.m.
Według mitologii greckiej była to siedziba muz z dwoma sławnymi źródłami: Aganippe i Hippokrene.